# Julien l'Hospitalier
Pour les articles homonymes, voir saint Julien, Julien, Basilisse et Hospitalier (homonymie).
Saint Julien l'Hospitalier et sainte Basilisse sont des saints dont l'histoire est largement légendaire, et dont on ignore quels sont les éléments réellement historiques. Saint Julien l'Hospitalier est notamment le patron des charpentiers, des hôteliers et des passeurs. Ses attributs sont le faucon ou l'épée. Au cours du Moyen Âge, il a supplanté le martyr saint Julien de Brioude en notoriété et dans la titulature de quelques églises comme l'église Saint-Julien-le-Pauvre à Paris.

## Récit légendaire

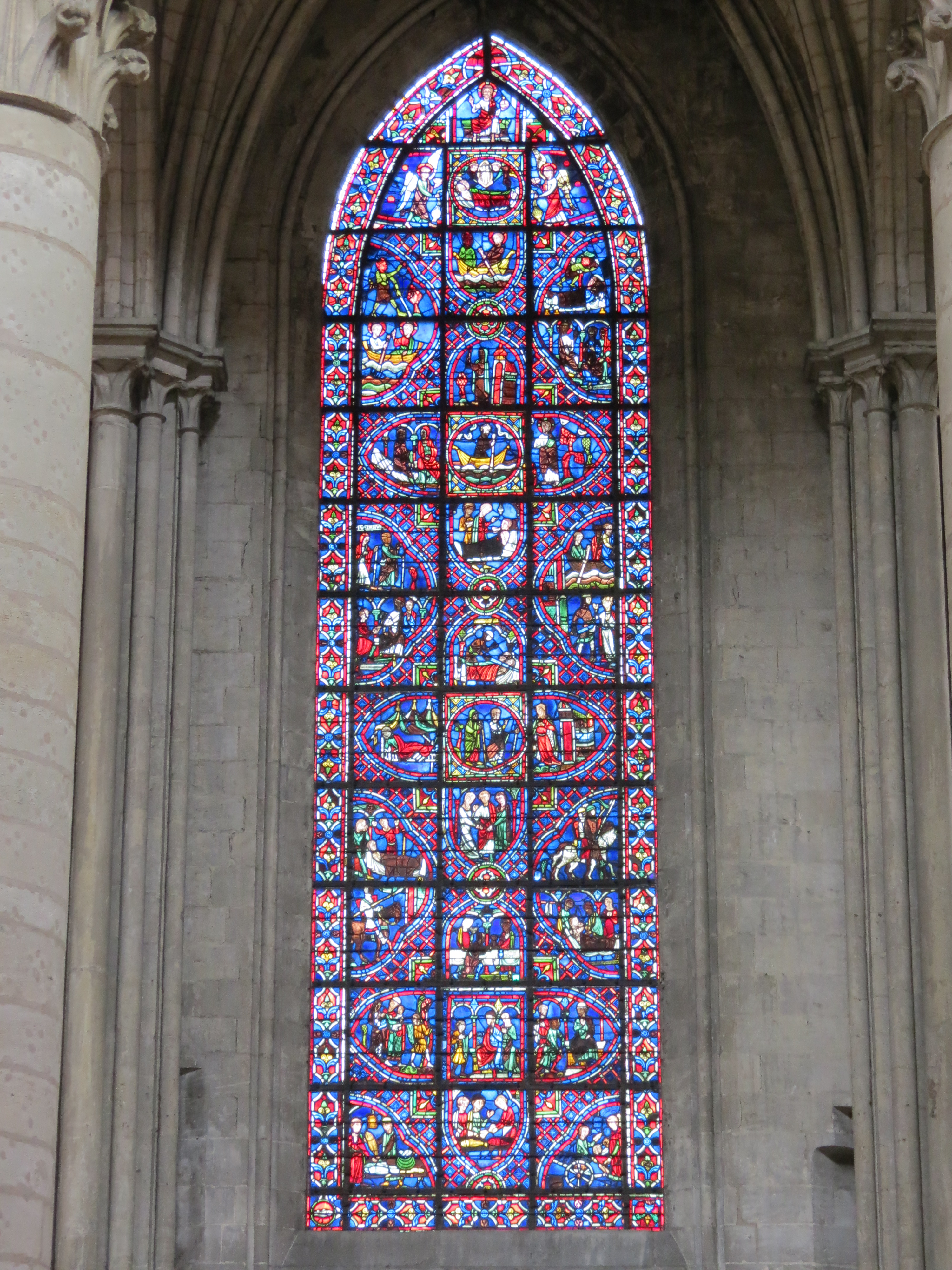
Vitrail de Saint-Julien-l'Hospitalier - déambulatoire, cathédrale de Rouen

La légende de saint Julien l'Hospitalier a été largement diffusée au Moyen Âge par la populaire Légende dorée de Jacques de Voragine (chap. 30). 
Julien était un jeune noble. Un jour qu'il poursuivait un cerf, celui-ci se retourna et lui dit : « Tu me suis, alors que tu tueras ton père et ta mère ? ». Pour éviter que cela n'advienne, il s'enfuit jusqu'à une terre lointaine où il se mit au service d'un prince.
Vaillant combattant, il fut fait chevalier et le prince lui donna pour épouse une jeune veuve, Basilisse, et un château en dot.
Entre-temps, ses parents étaient partis à sa recherche, et finirent par arriver à son château. Julien était alors parti à la chasse. Ses parents se firent connaître à son épouse, qui les accueillit, les restaura et les coucha dans le lit conjugal. Julien rentra le lendemain matin, alors que sa femme était à la chapelle, et trouva dans son lit un homme et une femme qu'il prit pour son épouse et un amant. Il les tua tous les deux.
En voyant sa femme revenir, il prit conscience de sa terrible méprise, et accablé de chagrin résolut de partir accomplir sa pénitence. Mais son épouse, arguant des liens du mariage et de sa part de responsabilité, insista pour l'accompagner.
Ils s'installèrent alors au bord de la rivière Potenza, près de la ville italienne de Macerata, dans la région des Marches, où Julien se fit passeur et où ils accueillaient les pauvres dans un petit hospice (en ancien français hospital).
Une nuit d'hiver, Julien entend une voix qui l'appelle : il recueille un misérable lépreux mourant de froid, qu'il tente en vain de réchauffer par un bon feu, puis qu'il couche dans son propre lit et couvre amoureusement. Alors le lépreux se lève, soudain resplendissant, et montant au ciel déclare à Julien et à son épouse, Basilisse, que Dieu leur a pardonné leur crime, et qu'ils ne tarderaient pas à mourir dans la paix du Seigneur.

## Vue critique
Il s'agit d'un court récit qui reprend en fait une tradition littéraire représentée par deux Vies : l'une, en prose, largement diffusée (elle se retrouve dans pas moins de 25 légendiers français du milieu du XIIIe au XVe siècle) ; l'autre, en vers, est connue par une unique copie complète, datée de 1267-1268, et un fragment manuscrit détenu par les archives communales de Chieri (Italie). En fait, ces deux versions sont dérivées d'une Vie en vers aujourd'hui disparue, écrite aux environs de 1200, dont celle en prose est une version restée fidèle à l'originale, alors que la Vie en vers est une version plus romanesque et augmentée de nombreux épisodes.
Les deux versions ont en commun de présenter Julien comme le fils du comte et de la comtesse d'Anjou, Geoffroy et Emma, de le faire s'engager dans l'ordre des Hospitaliers, et de faire s'établir le couple au bord du Gardon, près de Saint-Gilles du Gard, au débouché du chemin de Régordane et au carrefour des trois chemins de Pèlerinage de Saint-Jacques-de-Compostelle, de Rome et de Jérusalem. La prédiction est faite non par un cerf, mais par une bête à tête humaine, et le malheureux accueilli par le couple est un lépreux. La version en vers donne à son épouse le nom de Clarisse, et introduit le personnage de Gervais, bon bourgeois de Nantes. Ces deux textes ont fait l'objet d'une édition critique et d'une étude comparée dans le cadre d'une thèse non publiée.

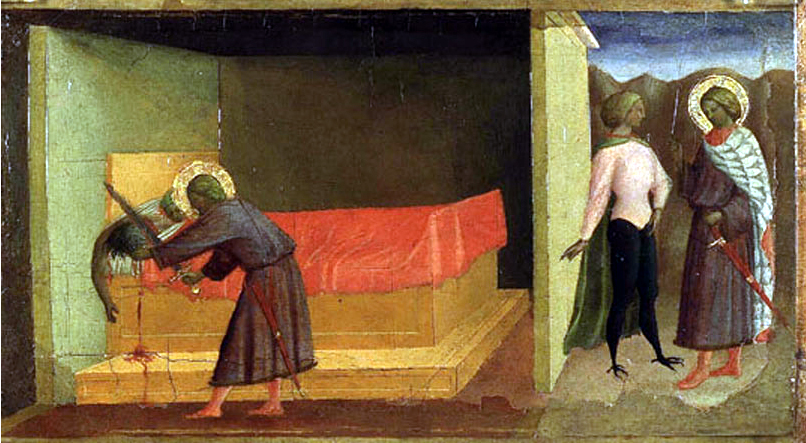
Julien l'Hospitalier tuant son père (tableau du XVe siècle).
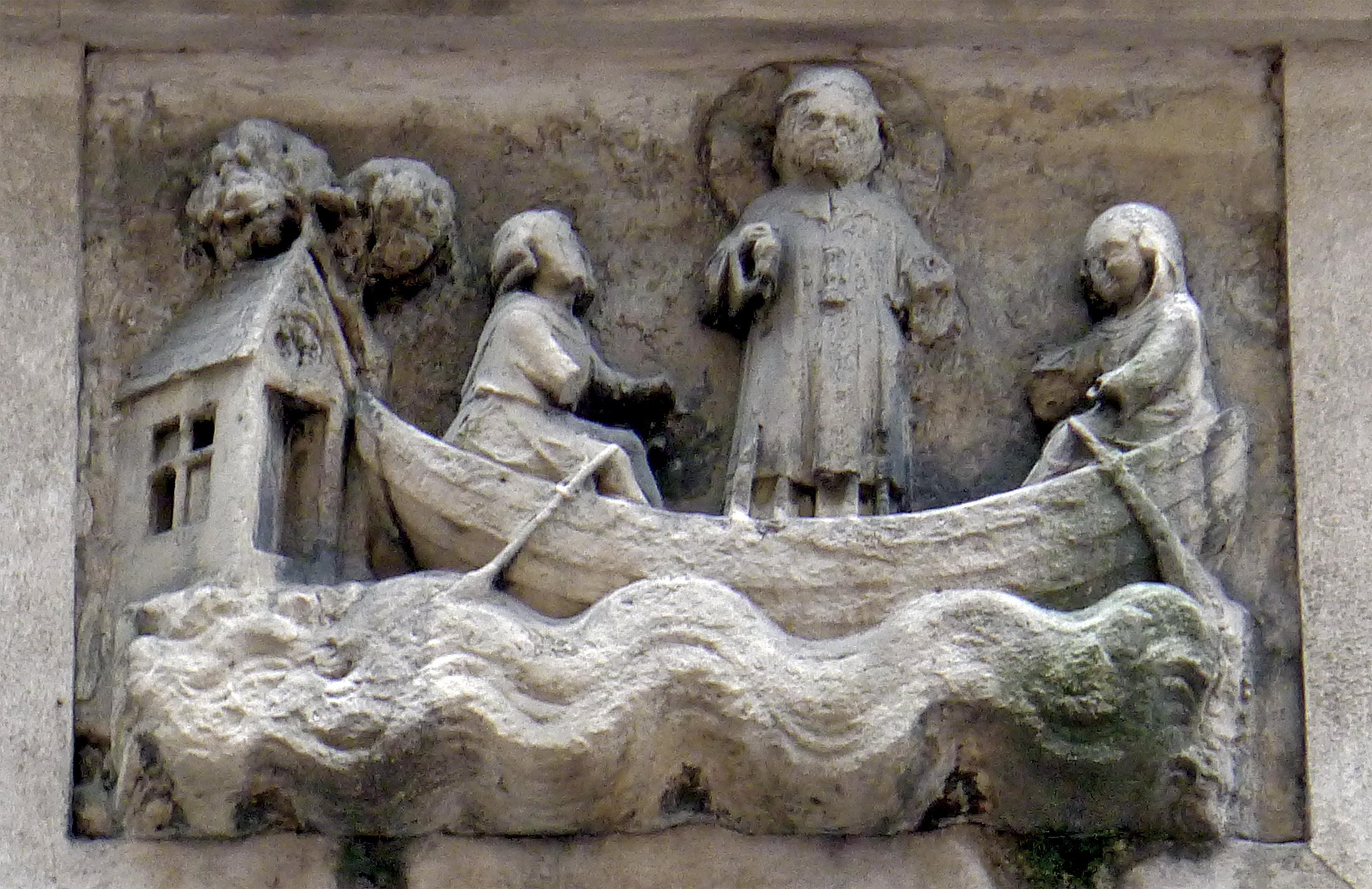
Bas-relief évoquant la légende de saint Julien au no 42 rue Galande, Paris 5e ; représentation déjà mentionnée en 1380[4].
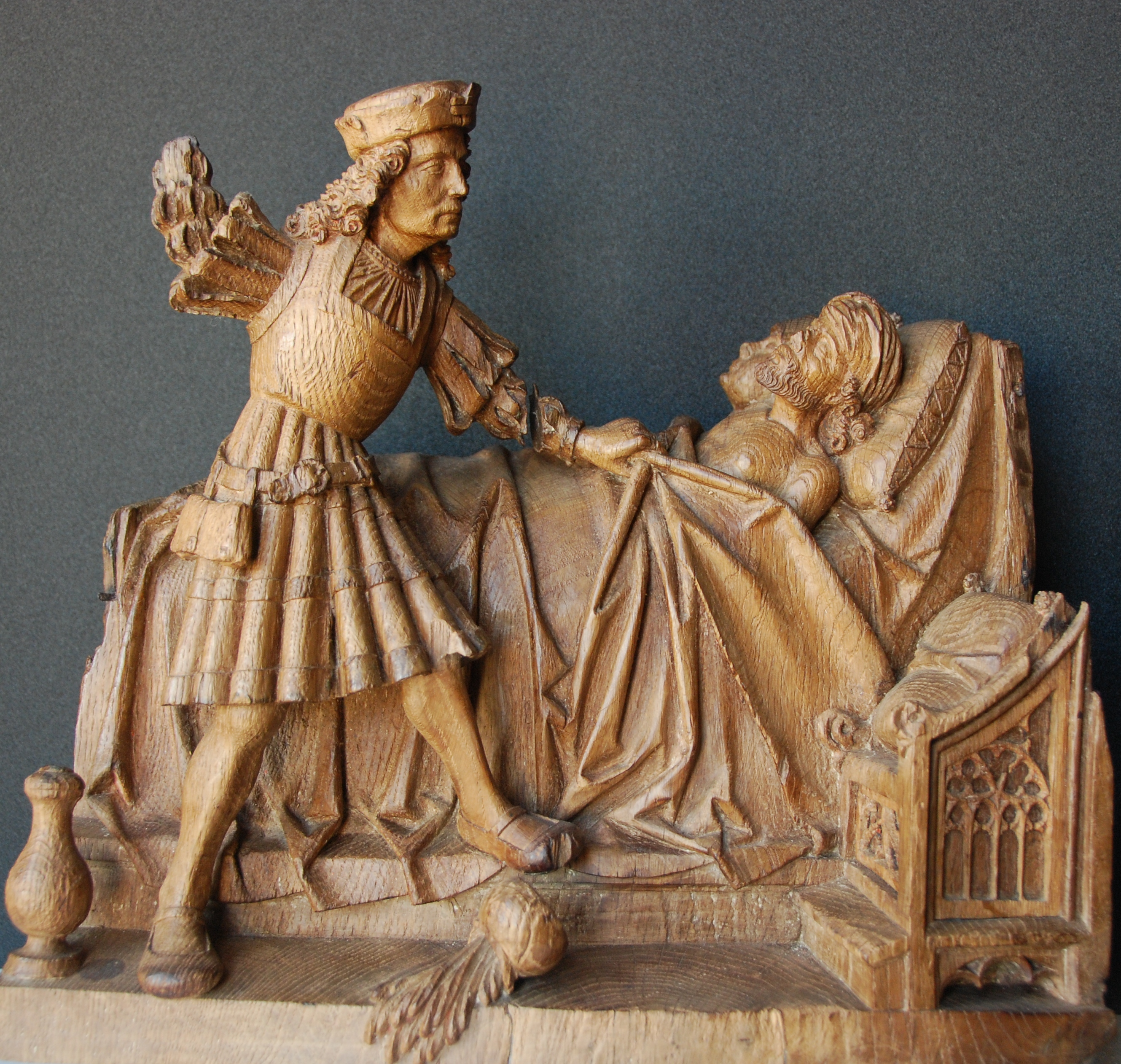
Saint Julien l'Hospitalier, première moitié du XVIe siècle, atelier Brabançon, n° 1961.283, coll. musée de Dinan.

## Hagiographie
- À Thieffrain, la tradition de Saint-Mammès évoque Julien l'Hospitalier sous le nom de saint Julien de Magnant, lequel est particulièrement honoré dans l'Aube à Magnant (église Saint-Julien-l'Hospitalier).

## Lieux de culte dédiés à saint Julien l'Hospitalier
- L'église Saint-Julien-l'Hospitalier, église paroissiale de Poulgoazec
- L'église Saint-Julien, à Arles
- L'église Saint-Julien-des-Flamands, paroisse des pèlerins belges à Rome
- La chapelle Saint-Julien-l'Hospitalier à Cocquerel
- L'église Saint-Julien-et-Sainte-Basilisse à Grabels dans l'Hérault.
- L’église Saint-Julien-le-Pauvre à Paris.
- L’église Saint-Julien et Sainte-Basilisse à Torreilles.
- L'église Saints-Julien-et-Basilisse de Bram

### Liens
- Ressource relative à la littérature :   - Archives de littérature du Moyen Âge
- Notice dans un dictionnaire ou une encyclopédie généraliste :   - Deutsche Biographie
- Notices d'autorité :   - VIAF
  - GND
- Présentation de saint Julien l'Hospitalier, Le Jour du Seigneur